# María Isabel de Valois
María Isabel de Francia (en francés, Marie-Élisabeth de France; París, 27 de octubre de 1572-ibidem, 2 de abril de 1578) fue la primera y única hija del rey Carlos IX de Francia y de la archiduquesa Isabel de Austria. La princesa fue bautizada casi cuatro meses después de su nacimiento, el 2 de febrero de 1573, en Saint-Germain l'Auxerrois, como María Isabel, en honor a su abuela materna, la emperatriz María, y la reina Isabel I de Inglaterra, que eran sus madrinas. Su padrino era Manuel Filiberto, duque de Saboya.

## Primeros años
Sus padres la amaban a pesar de su inevitable decepción de que ella no era el heredero masculino que esperaban. Fue criada bajo la supervisión de su institutriz, Isabelle de Crissé. Cuando su madre aún estaba embarazada de 7 meses, el 24 de agosto de 1572, dio inicio la masacre del día de San Bartolomé. En el momento de su nacimiento, la salud de su padre se estaba deteriorando rápidamente. Cuando tenía menos de dos años, su padre, el rey Carlos IX, murió, y su tío se convirtió en Enrique III de Francia. Apenas un año después, su madre regresó a Viena después de que el emperador Maximiliano II del Sacro Imperio Romano Germánico le devolviera su dote, mientras que María Isabel se quedó en Francia. Madre e hija se despidieron en el castillo de Amboise, el 28 de agosto de 1575 para no volver a verse.
Pierre de Bourdeille, señor de Brantôme (cuya tía, Madame Crissé, era la institutriz de la princesa) la describió en sus escritos. Él informó que ella era bonita pero también inusualmente inteligente y ansiosa por aprender, a veces parecía más una adulta que una niña. Memorizaba los nombres de sus antepasados, tanto Valois como Habsburgo, y con orgullo le decía a todos que pertenecía a esas dos grandes casas reales. Puesto que su padre mantenía amoríos, tuvo un hijo bastardo con su amante, María Touchet, llamado Carlos de Valois-Angulema (1573-1650), quien fue nombrado conde de Auvergne, y después duque de Angulema. También tuvo dos hijos bastardos con Isabel Rangel, hija de los condes de Coímbra (Portugal), con la cual llegó a realizar una boda sin carácter legal. Isabel Rangel actuaba como esposa del rey a todos los efectos dentro de la corte francesa.

## Últimos años y muerte
Dinásticamente, María Isabel era importante porque era la única nieta de Valois de Enrique II y Catalina de Médici. Si hubiera sido hombre, habría sido heredera del trono de Francia y, si hubiera vivido lo suficiente, podría haber continuado la Casa de Valois en una nueva generación y evitar algunas de las guerras posteriores por la sucesión y la religión. Incluso como mujer (limitada por la ley sálica de heredar el trono por su propia cuenta), como representante de la Casa de Valois y como miembro de la Casa de Habsburgo, podría haber jugado un papel en el alivio de la crisis de sucesión a través de su propio matrimonio, posiblemente incluso convertirse en reina consorte de Francia. Por lo tanto, su muerte prematura fue una causa indirecta contribuyente de al menos parte de la lucha que siguió durante el reinado de su tío, Enrique, y después de su muerte.
María Isabel de Valois residió primero en Amboise y Blois, pero luego fue trasladada a París. Aparentemente de salud frágil, murió el 2 de abril de 1578 en el Hôtel d’Anjou, a la edad de solo cinco años y medio. La corte la lloraba profundamente, a pesar de su juventud, por su amabilidad, gracia y suavidad. Su muerte afecto mucho a su madre. Ocho días después, el 10 de abril, fue enterrada en una bóveda de la basílica de Saint Denis, junto a su padre. El 17 de octubre de 1793 su tumba fue profanada por los revolucionarios y sus restos fueron arrojados a una fosa común. En 1817 fue enterrada de nuevo en el osario de la cripta de la basílica.